# Gianni Farina
Gianni Farina, all'anagrafe Giovanni Farina (Caiolo, 10 gennaio 1941), è un politico italiano.

## Biografia
Nato a Caiolo, vive a Pfäffikon in Svizzera.

### Elezione a deputato
Alle elezioni politiche del 2006 è candidato alla Camera dei Deputati, nella circoscrizione Estero A (Europa), nelle lista comune di centro-sinistra L'Unione (in quota Margherita), venendo eletto deputato della XV Legislatura con 12.000 preferenze circa.
Nel 2007, con lo scioglimento de La Margherita, aderisce al Partito Democratico.
Alle successive elezioni politiche del 2008 è ricandidato alla Camera dei Deputati, sempre nella circoscrizione Estero A (Europa), nelle liste del Partito Democratico, venendo rieletto deputato della XVI Legislatura con circa 21.000 preferenze.
Alle elezioni politiche del 2013 è nuovamente candidato alla Camera dei Deputati, sempre nella circoscrizione Estero A (Europa), nelle liste del Partito Democratico, venendo eletto per la terza volta deputato della XVII Legislatura con 22.000 preferenze circa.